# طارق الحميد
طارق الحميّد إعلامي وكاتب سياسي سعودي، وهو مقدّم برنامج «القصة مع طارق الحميد» على قناة MBC، وقدم قبلها برنامج «الموقف» على القناة السعودية. رأس تحرير جريدة الشرق الأوسط لمدة ثمان سنوات. ويكتب المقال السياسي في صحيفة عكاظ، وفي صحيفة الشرق الأوسط.

## التعليم
درس البكالوريس في جامعة الملك عبد العزيز في جدة، كما درس الإعلام في الولايات المتحدة.

## العمل الإعلامي
- قدم برنامج «وقت السياسة» على إذاعة العربية FM عام 2024م.
- قدم برنامج «االقصة مع طارق الحميد» على قناة MBC. وهو برنامج حواري سياسي بدأ عرضه في سبتمبر 2023.[7]
- قدم برنامج «االموقف» على القناة السعودية. وهو برنامج حواري سياسي بدأ عرضه في يناير 2021.[8][9]
- رأس تحرير صحيفة «االشرق الأوسط» من أكتوبر 2004م إلى ديسمبر 2012م.[10][11]
- شغل منصب مساعد رئيس لتحرير صحيفة الشرق الأوسط.
- تولى منصب مدير تحرير صحيفة الشرق الأوسط في السعودية.
- رأس تحرير مجلة الرجل.[12]
- عمل قبل التحاقه بـ «الشرق الأوسط»، في القسم السياسي في صحيفة المدينة السعودية.
- عمل مراسلاً سياسياً لصحيفة المدينة في واشنطن.[6]

## العائلة
الحميد متزوج وأب لطفلين.